# Pavel Cvrček
Pavel Cvrček (* 1982, Náchod), známý též pod přezdívkou JasnaPaka, je český programátor a popularizátor produktů Mozilla.org.
Pavel Cvrček vystudoval softwarové inženýrství na Západočeské univerzitě v Plzni, v současnosti pracuje jako vývojář v plzeňské společnosti SoftEU.

## Mozilla
Pavel Cvrček byl několik let důležitým členem projektu CZilla, v jehož rámci vedl lokalizaci aplikačních balíků Mozilla Suite a později SeaMonkey, nápovědy prohlížeče Firefox, publikoval desítky zpráviček, psal návody a články. Dále se účastnil projektu Technické evangelizace
a poskytoval podporu uživatelům. Vedl přípravu webu Používejte Thunderbird.
Po opuštění projektu CZilla na konci roku 2005 plynule pokračoval v popularizaci prostřednictvím svého blogu JasnaPaka Blog, na kterém přinášel zpravodajství v češtině o dění projektu Mozilla.org a souvisejících nezávislých produktech (Flock, Songbird, Spicebird, K-Meleon atd.). Příspěvky na blogu byly často zdrojem pro zpravodajství serverů Root.cz  a Lupa.cz.
Provoz JasnaPaka Blogu ukončil v září 2009 a ve psaní zpravodajství pokračoval na serveru Mozilla.cz až do poloviny roku 2015.

## MozBackup
V létě 2003 představil Pavel Cvrček program Mozilla Backup
 určený k zálohování uživatelských profilů balíku webových aplikací Mozilla na MS Windows. V dalších verzích přibyla podpora profilů programů Mozilla Firefox, Thunderbird a postupně mnoha dalších uživatelských aplikací založených na technologiích Mozilly. Od verze 1.3 nese program jméno MozBackup, ve verzi 1.4.8 se program stal open-source. MozBackup, lokalizovaný do několika desítek jazyků, je populární a na serverech poskytující software velmi kladně hodnocený.

## Ostatní
Oblasti okolo projektu Mozilla se Pavel Cvrček věnoval přispíváním do české verze Wikipedie či psaním článku do tištěných a elektronických médií. Je aktivním editorem serveru Mozilla Add-ons a autorem rozšíření AboutPlug a File Title pro Mozilla Firefox. Dlouhodobě se podílí na projektu OpenStreetMap, vytváří a spravuje komunitní on-line Cyklomapu Plzně. Od roku 2014 se podílí na projektu Křížky a vetřelci, který mapuje drobné památky v Plzni.

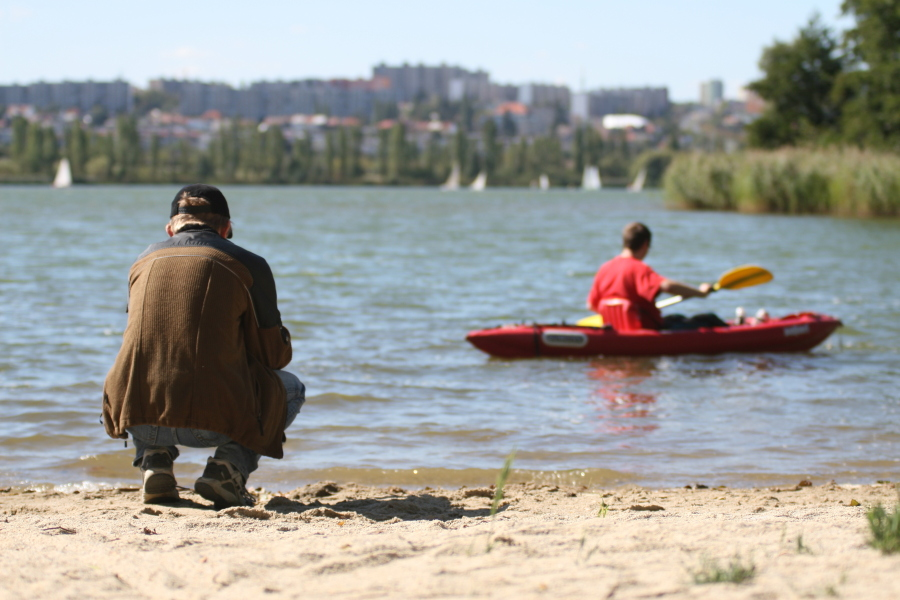
Pavel Cvrček na břehu Boleveckého rybníka.

## Ocenění
Za svoji práci byl Pavel Cvrček oceněn několikrát v anketě Czech Open Source. V roce 2007 se umístil na 4. místě v hlasování veřejnosti v kategorii Osobnost, v roce 2008 ve stejné kategorii získal cenu poroty a jeho JasnaPaka Blog se umístil v kategorii Blog na 2. místě v hlasování veřejnosti a na 3. místě v hlasování poroty. V ročníku 2009 se JasnaPaka Blog umístil v kategorii Blog shodně na 2. místě v hlasování veřejnosti i hlasování poroty, samotný Pavel Cvrček se v kategorie Osobnost umístil na 5. místě v hlasování odborné poroty.